# Комбурлей, Михаил Иванович
Михаи́л Ива́нович Комбурлей, реже Конбурлей (1761 — 19 октября 1821) — волынский губернатор (1806—1815), сенатор, владелец и устроитель усадьбы Хотень.

## Биография
Родился в семье грека-откупщика Ивана Комбурлея, владевшего землями в Новороссии. Службу начал в 1776 году в Харьковском гусарском полку. В 1788 году участвовал в штурме Очакова, с 1790 года штабс-ротмистр Елисаветградского гусарского полка. Одно трехлетие состоял екатеринославским губернским предводителем дворянства (1793—1796). 27 июля 1798 года был пожалован в действительные камергеры, а 21 декабря того же года назначен курским губернатором, впрочем, ненадолго.
Узнав заранее о готовившейся ему немилости и прослышав о богатой наследнице Кондратьевой, жившей в то время в Курске, Комбурлей к ней посватался, в короткий срок завоевал её сердце и получил руку. Когда из Петербурга пришло уведомление о его отставке, он был уже счастливым мужем и владельцем 8000 душ и нескольких десятков тысяч десятин, среди которых крупнейшее слобожанское имение Хотень, основанное прадедом его жены Г. К. Кондратьевым. Оставив должность 23 июня 1799 года, он зажил большим барином. Произведен в тайные советники 3 апреля 1804 года.
Московский военный губернатор А. А. Беклешов рекомендовал Комбурлея в губернаторы, но император отказал, посчитав, что Москве нужен губернатор столбовой дворянской русской фамилии. Тогда Комбурлей по совету друзей отправился в Петербург, где, найдя покровительство у М. А. Нарышкиной, 3 июля 1806 года получил назначение волынским губернатором, в каковой должности состоял до 1815 года. 26 марта 1810 г. пожалован кавалером ордена Святого равноапостольного князя Владимира II степени большого креста. 22 апреля 1811 года Комбурлею было повелено присутствовать в Правительствующем Сенате, но при этом оставаться Волынским губернатором.
Конфликтовавшие с ним волынские помещики во главе с Гижицким создали Комбурлею репутацию казнокрада, и в конце концов, приобретя 14 тысяч душ, он попал под следствие по обвинению в лихоимстве. В 1815 году, вследствие жалоб и доносов, в Волынскую губернию были посланы для ревизии сенатор Сиверс и О. Д. Шеппинг, который открыли много противозаконных поступков как губернатора Комбурлея, так и вице-губернатора А. Д. Хрущёва.
Имея связи в Петербурге, Комбурлей писал жалобы в столицу на действия Сиверса, так что в январе 1816 года последовал высочайший указ Сенату с запретом принимать какие-либо доносы от сенатора Комбурлея на сенатора Сиверса. На основании следственной комиссии в феврале 1819 года состоялось общее собрание в Государственном совете, где голоса разделились: 15 сенаторов хотели лишить Комбурлея звания сенатора, исключить из службы и больше никуда не принимать; два сенатора — оставив в сильном подозрение, исключить из службы с опубликованием и впреть никуда не определять. Это постановление было утверждено.
В апреле 1819 года петербургским сторонникам Комбурлея удалось вновь пересмотреть его дело, однако Государственный совет остался при прежнем мнении. По словам Н. И. Лорера, в ходе расследования деятельности губернатора «стали открываться какие-то противозаконные действия, он был сменен, и весь его штат отдан под суд», причём некоторые из чиновников были забриты в солдаты. Граф Е. Ф. Комаровский писал: 

Комбурлей был по жене и по себе, очень богат и умел пользоваться своим богатством. Он жил прекрасно, поступал и действовал вообще, как прилично было в тогдашних обстоятельствах, когда во вверенной ему губернии был театр войны. Все подати и повинности взимаемы были, как следует... Наконец, управлял Волынскою губерниею на правах генерал-губернатора; его погубили, и умер, находясь под судом правительственного сената.
Комбурлей скончался в 1821 году в чине действительного тайного советника. Похоронен в Духовской церкви Александро-Невской лавры. С ним угас род Комбурлеев, а его земли были распределены между зятьями.

## Семья
С 1799 года был женат на Анне Андреевне Кондратьевой (1783—04.10.1864), дочери лейб-гвардии корнета Андрея Андреевича Кондратьева (ум. 1783). Родилась по смерти отца в Курске в доме бабушки своей Стромиловой и была ею воспитана. Мать её, Елизавета Петровна, жила со вторым мужем Н. М. Рахмановым почти безвыездно в имение Великий Бобрик. 
Будучи богатой наследницей, Анна Андреевна имела много поклонников и к ней сватались сыновья князей и графов. Но почти сорокалетней Комбурлей смог отбить у них эту богатую невесту. По отзыву современника, она была «красива лицом, скромна, характера тихого и меланхоличного. Со всеми была учтива, но полек не любила, обвиняя их в том, что они кокетничают с её мужем, человеком живым и пылким, что впрочем было справедливо. Одна madame стоила Комбурлею до ста тысяч золотых». 23 марта 1812 года была пожалована в кавалерственные дамы ордена Св. Екатерины (малого креста). После смерти мужа жила в Петербурге, где пользовалась «общим и заслуженным уважением». Похоронена в Феодоровской церкви Александро-Невской лавры. Кроме первенца Ивана (1800—26.02.1802), в браке родились дочери:
- Елизавета (1805—1859), замужем за Дмитрием Петровичем Бутурлиным.
- Екатерина, замужем за графом Михаилом Дмитриевичем Толстым.